# エミール・ボーシエ
エミール・ボーシエ（Émile Beaussier、1874年12月31日 - 1943年10月18日）は、フランスの風景画家である。 南フランス、イタリア、スペインなどの沿岸の街の風景を描いた。

## 略歴
フランスの南東部、ヴォクリューズ県のアヴィニョンで生まれた。1889年から1894年の間、リヨン国立高等美術学校で学んだ後、パリに出て、私立の美術学校のアカデミー・ジュリアンで、ジャン＝ポール・ローランスに学んだ。1896年にリヨンで結婚した。
1906年11月から 1922年2月の間、リヨン国立高等美術学校の予備学校(Ecole préparatoire d'art du Petit Collège)の教授を務めた。リヨン芸術家協会(Société Lyonnaise des Beaux-arts)の会員になり、1937年から2年間、会長を務めた。1892年からリヨンの展覧会に出展し、1925年からパリのサロンに出展し、フランス芸術家協会の会員になった。南フランス、イタリア、スペインなどの地中海沿岸の街の明るい海岸風景を作品で知られている。地中海の風景を描いたフェリックス・ジアン(1821-1911)と同じように『プロヴァンスのヴェネツィア』とも称される港町マルティーグの風景も描いた。ポスターや肖像画も描いた。
1917年に離婚し、1943年にリヨンで没した。

## 作品

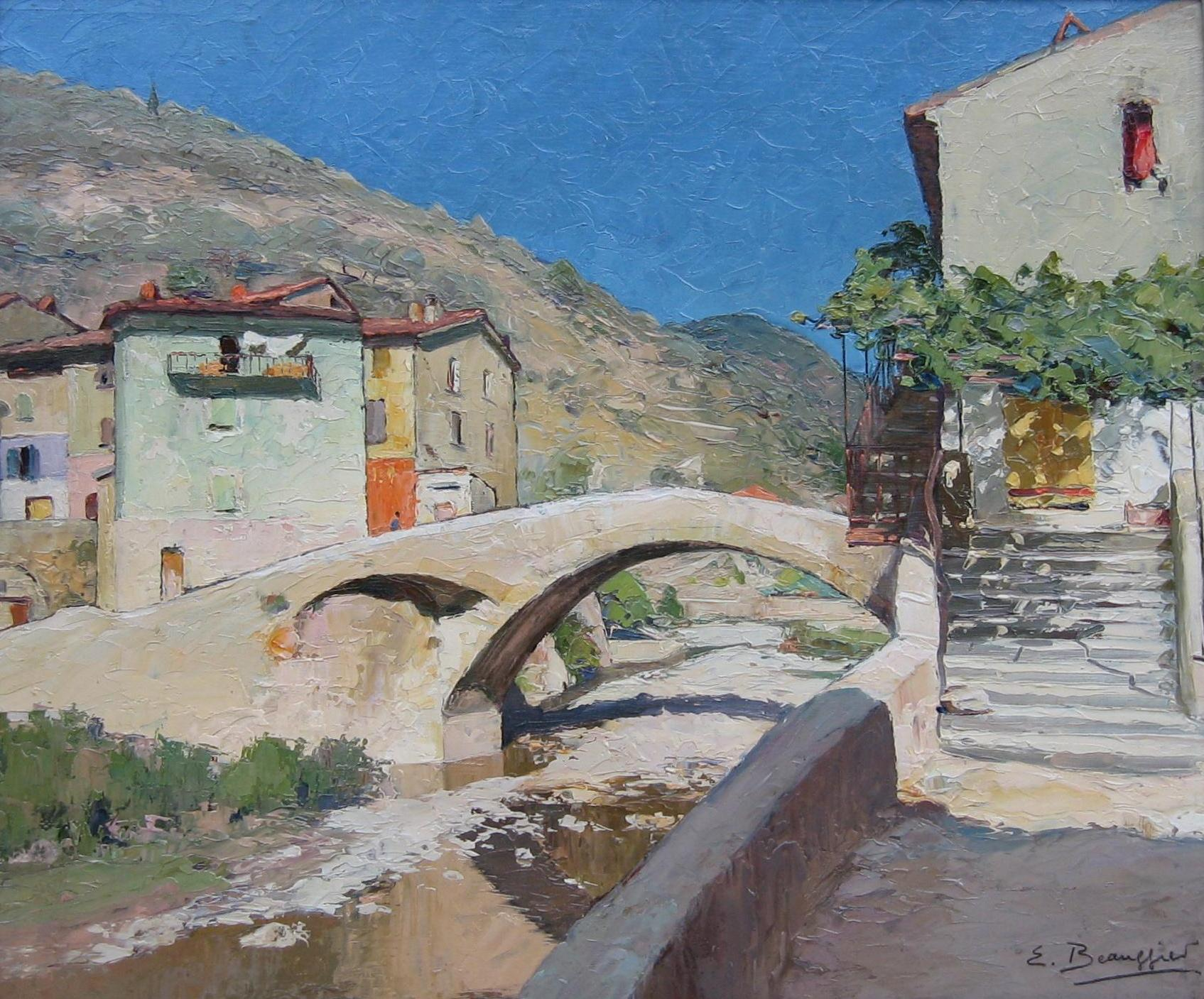
レスカレーヌの村の橋
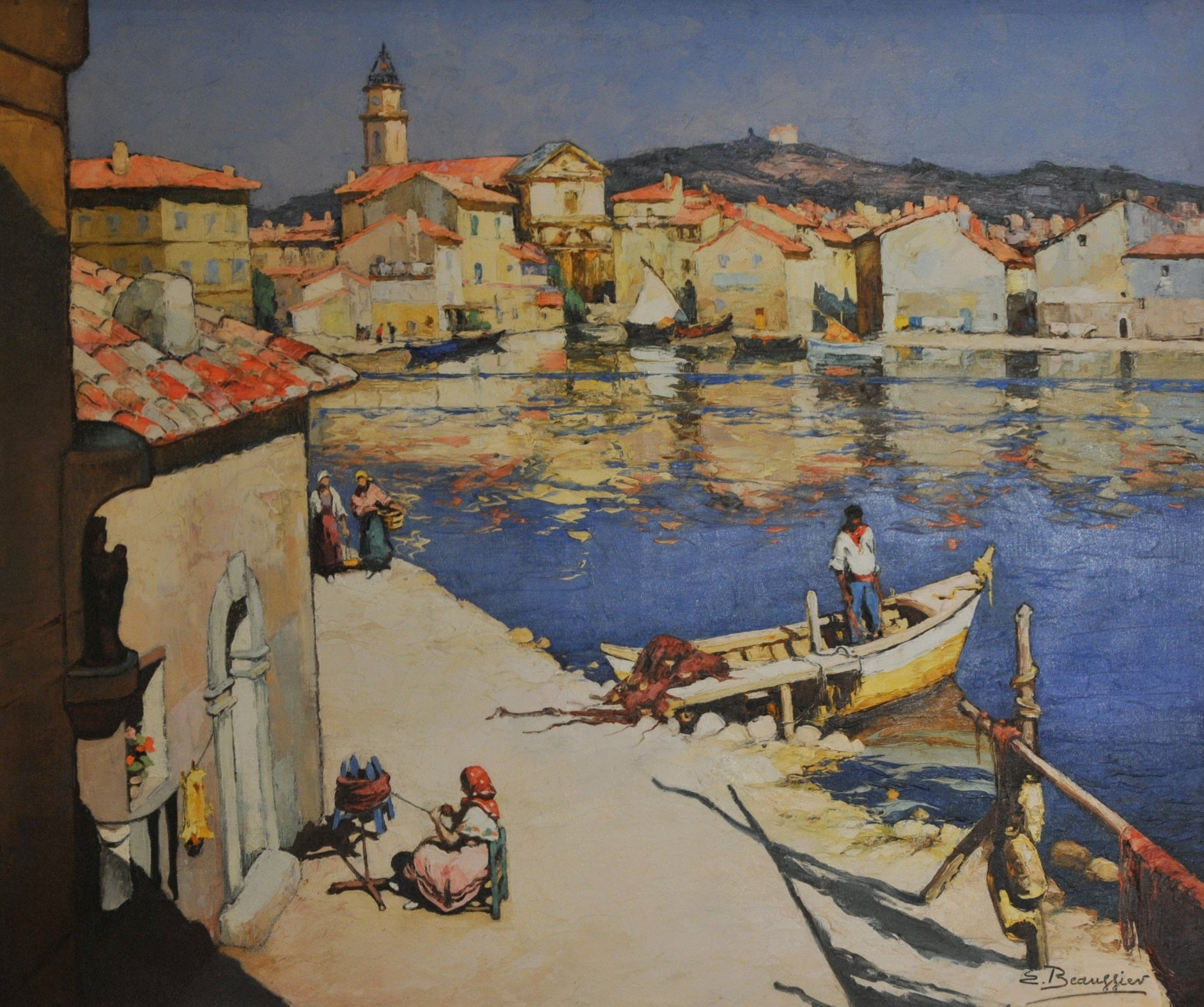
マルティーグ (1930) Musée Ziem
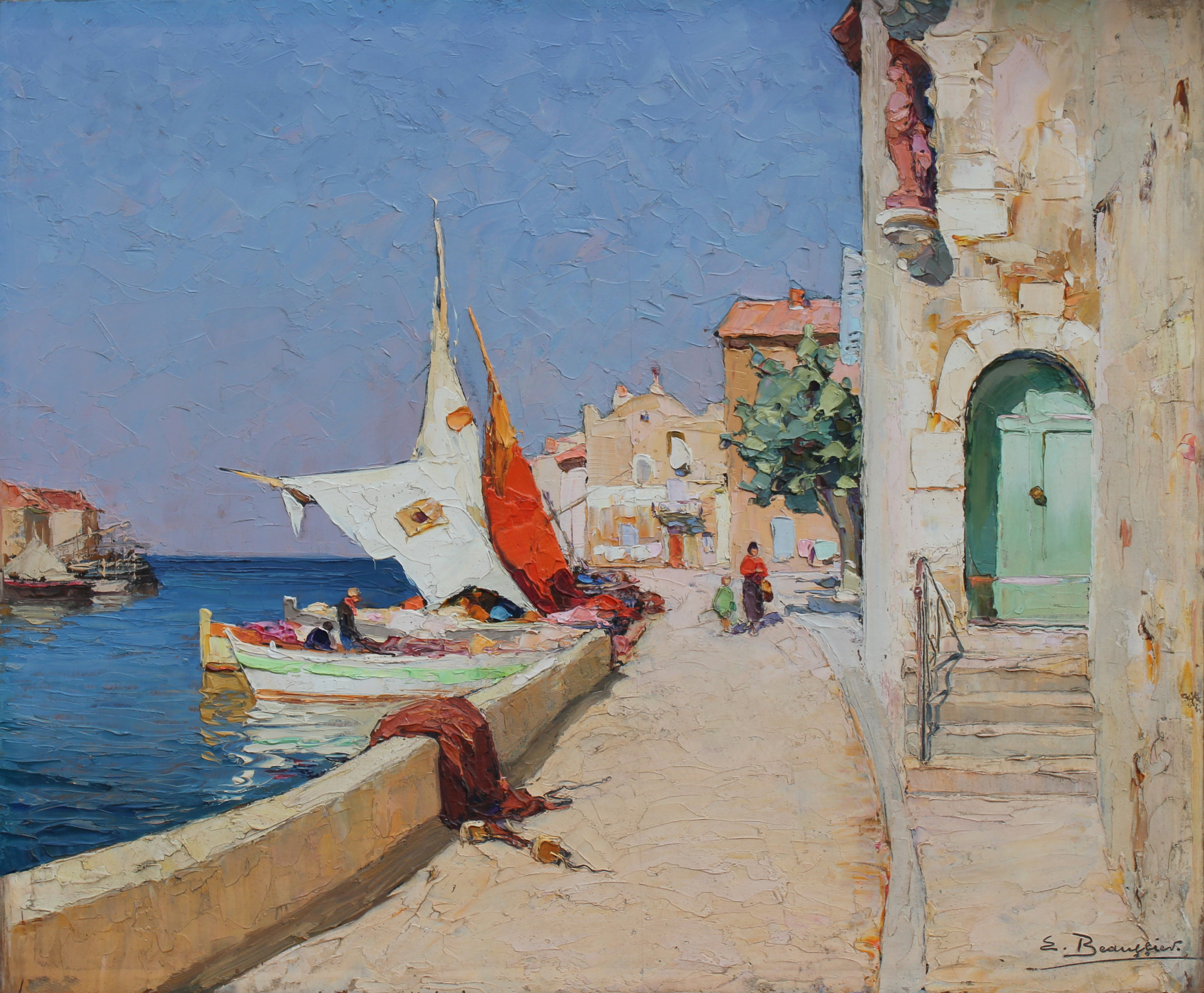
マルティーグ
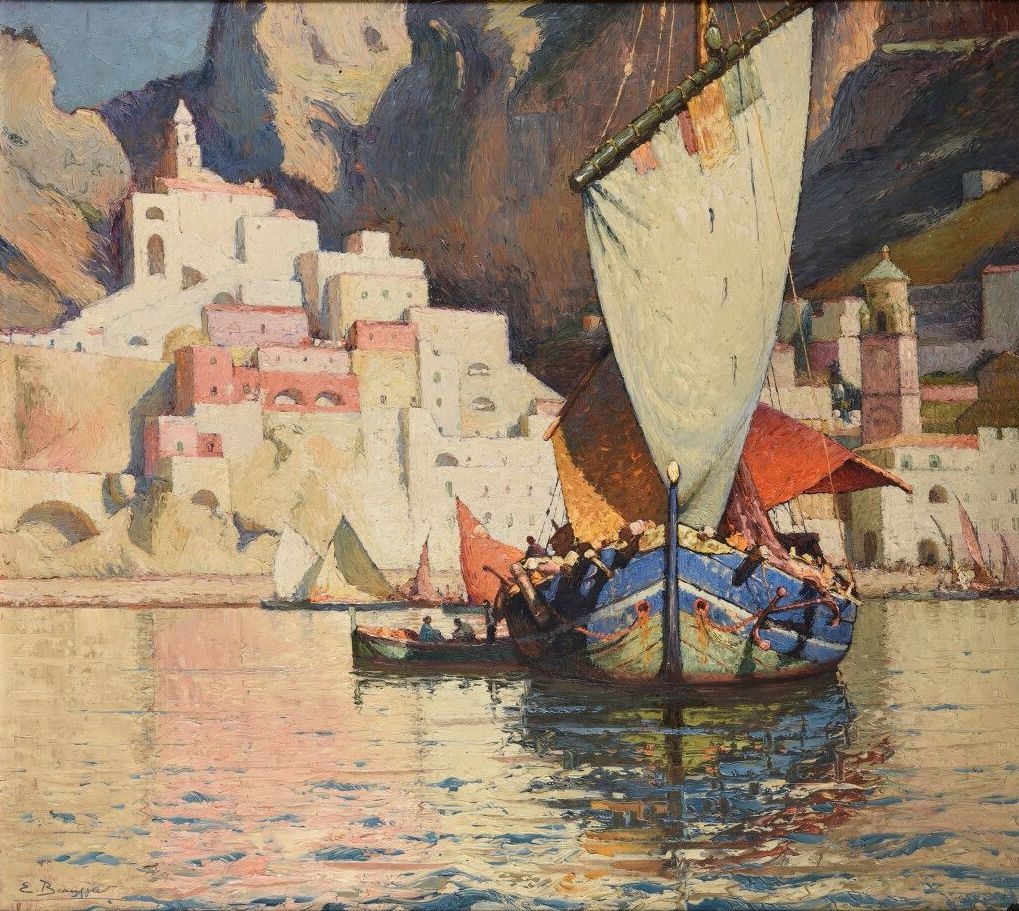
アマルフィの風景